# برایت آمواتنگ
روشن آمواتنگ (انگلیسی: Bright Amoateng؛ زادهٔ ۲۲ نوامبر ۲۰۰۲) بازیکن فوتبال است.